# 国民宿舎鵜の岬
国民宿舎 鵜の岬（こくみんしゅくしゃ うのみさき）は、茨城県日立市十王町伊師にある国民宿舎（宿泊施設）である。
1988年（昭和63年）に、近隣で温泉が湧出したことをきっかけに、稼働率が高まり、1989年（平成元年）以来、連続して日本一宿泊利用率の高い国民宿舎になっている。2009年（平成21年）度の年間宿泊利用率は93.5%に達する。

## 施設概要
「国民宿舎 鵜の岬」は、1971年（昭和46年）5月1日に開業した。茨城県が設置し、財団法人茨城県開発公社が運営する宿泊施設で、施設近辺には伊師浜海岸や、日帰り入浴施設の鵜来来の湯十王等がある。「鵜の岬」の名称の通り、周辺ではウミウがよく獲れ、長良川鵜飼の鵜などとして利用されている。施設からは、太平洋が見わたせ、全室「オーシャンビュー」で楽しめる。眺望の良さだけでなく、サービス面でも評価されている。客室は58室、204人を収容する。
茨城県は2021年12月から新たに施設命名権の募集を行う施設を発表し、国民宿舎鵜の岬も施設命名権の募集の対象となった。

## 館内施設
1997年（平成9年）4月29日に8階建ての新館が開館した。
| 階 | 概要                                                 |
| -- | ---------------------------------------------------- |
| 8F | 展望風呂（温泉）、眺望ロビー                         |
| 7F | 客室（洋室）                                         |
| 6F | 客室（和室）、談話コーナー                           |
| 5F | 客室（和室）                                         |
| 4F | 客室（和室）、談話コーナー                           |
| 3F | 客室（洋室）                                         |
| 2F | フロント、ロビー、レストラン、売店、喫茶店、スナック |
| 1F | 宴会場（大広間、小広間）、会議室                     |

- 鉄筋コンクリート造 - 8階建て
- 収容定員 - 204名

## 泉質等
- 泉質 - ナトリウム硫酸塩・塩化物泉
- 適応症 - 神経痛・リュウマチ・創傷・婦人病ほか

## 交通アクセス
東京から自動車（高速道路利用）でおよそ二時間、上野駅から鉄道（常磐線特急列車利用）で二時間の場所にある。

### 鉄道
- 東日本旅客鉄道（JR東日本）

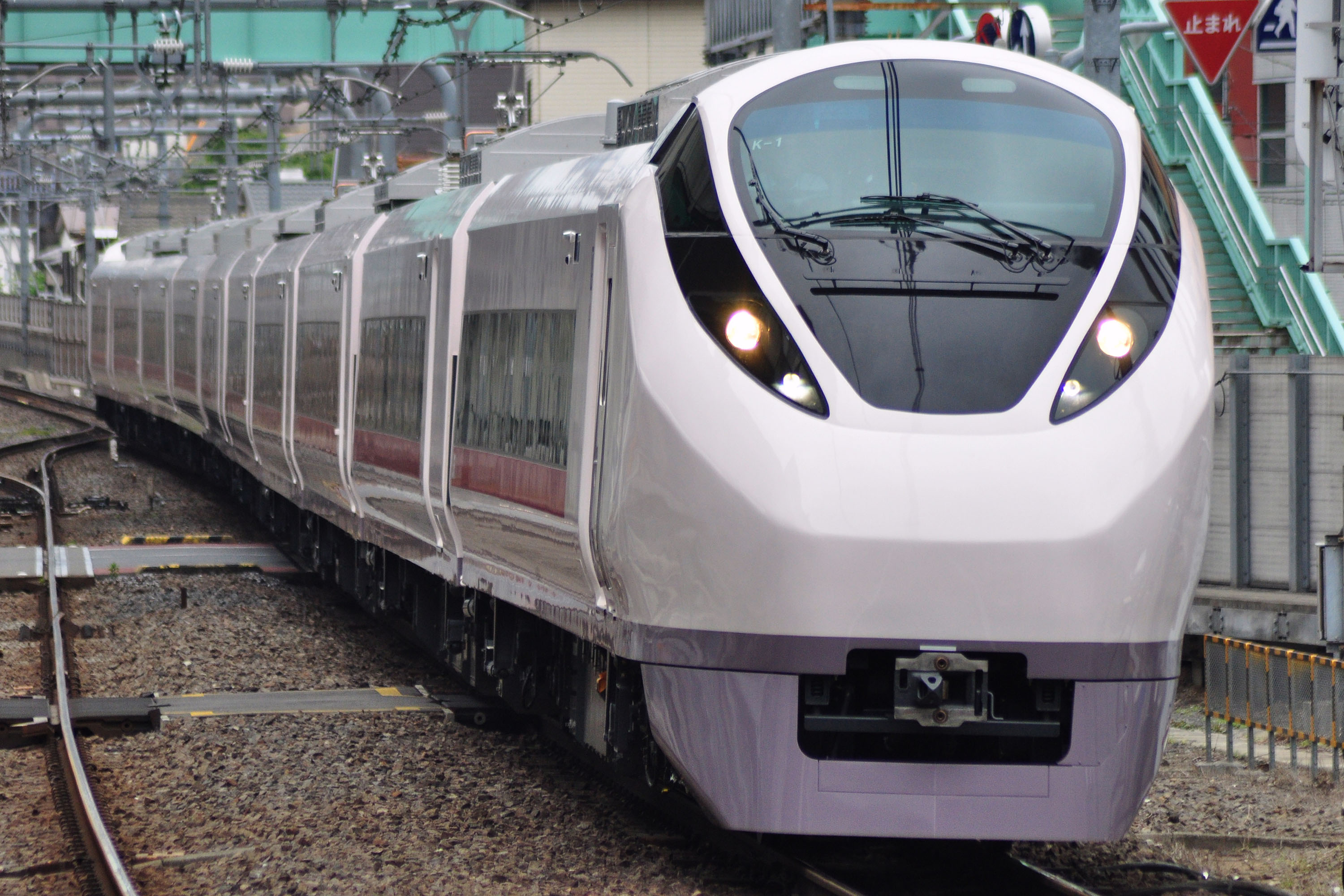
アクセスの一つ、常磐線特急「ひたち」「ときわ」

  - 常磐線十王駅から、タクシー、マイクロバス利用でおよそ5分。

### 高速バス
- JRバス関東・日立電鉄交通サービス（東京駅 - 日立駅・国民宿舎鵜の岬）
  - 東京駅八重洲南口から、直通の高速バスが毎日2往復運行されている。

### 自動車
- 常磐自動車道
  - 日立北インターチェンジより8分。